# Almamula
Almamula ist ein französisch-italienisch-argentinischer Spielfilm unter der Regie von Juan Sebastián Torales aus dem Jahr 2023. Der Film feierte am 18. Februar 2023 auf der Berlinale seine Weltpremiere in der Sektion Generation.

## Handlung
Nino wächst in Santiago del Estero im Norden Argentiniens auf. Um ihn vor den Angriffen anderer Jungen wegen seiner Homosexualität zu schützen, ziehen seine Eltern vorübergehend mit ihm aufs Land. Dort befindet sich in einem Wald angeblich das Monster Almamula, das Menschen mit unangepasster Sexualität holt. Nino flieht aus einer Welt von Verboten, Unterdrückung und latenter Gewalt in einen Wald, der ihm die Erfüllung bisher unausgesprochener Wünsche verheißt. Der Junge verschwindet.

## Produktion

### Filmstab
Regie führte Juan Sebastián Torales, von dem auch Drehbuch und Filmschnitt stammen. Die Kameraführung lag in den Händen von Ezequiel Salinas.
In wichtigen Rollen sind Nicolás Díaz, Martina Grimaldi und María Soldi zu sehen. 

### Produktion und Förderungen
Produziert wurde der Film von Pilar Peredo, Edgard Tenembaum und Lorena Quevedo. Produktionsfirma war Tu Vas Voir, Paris, der Weltvertrieb wurde von Bendita Film Sales übernommen.

### Dreharbeiten und Veröffentlichung
Der Film feierte am 18. Februar 2023 auf der Berlinale seine Weltpremiere in der Sektion Generation.

## Rezeption
Das Lexikon des internationalen Films urteilte: „Der vielschichtige Film beschreibt sexuelles Erwachen und Konfirmation als Antipoden eines Lebens, das zwischen religiöser Schuld, jugendlichem Begehren und gesellschaftlicher Verachtung keinen Ausweg findet.“

## Auszeichnungen und Nominierungen
- 2023: Internationale Filmfestspiele Berlin
  - Der Film gelangte in die Auswahl für den LGBTIQ-Preis Teddy Award.[4]